# Callerebia carola
Callerebia carola är en fjärilsart som beskrevs av Charles Oberthür 1893. Callerebia carola ingår i släktet Callerebia och familjen praktfjärilar. Inga underarter finns listade i Catalogue of Life.